# Бойтель, Лотар
Лотар Бенно Герман Бойтель (нем. Lothar Benno Hermann Beutel; 6 мая 1902, Лейпциг, Королевство Саксония, Германская империя — 16 мая 1986, Штеглиц, Штеглиц-Целендорф) — бригадефюрер СС, командир айнзацгруппы IV в Польше, командир полиции безопасности и СД в Варшаве.

## Биография
Лотар Бойтель родился 6 мая 1902 года в Лейпциге. После окончания Первой мировой войны вступил в добровольческий корпус Георга Эшериха и окончил школу. С 1921 по 1923 год проходил военную службу в 11-м, а потом в 38-м пехотном полку рейхсвера. Бойтель изучал фармацевтику, историю искусства, народное хозяйство и по окончании учёбы работал аптекарем. После прихода нацистов к власти стал заместителем имперского фармацевтического руководителя.
1 июня 1929 года вступил в НСДАП (билет № 135238), а 8 мая 1930 года был зачислен в ряды СС (№ 2422). С 1934 года был уполномоченным службы безопасности (СД) в Саксонии и принимал участие в Ночи длинных ножей, в ходе которой уничтожил сторонников Рема в Саксонии. В 1935 году был членом городского муниципалитета в Хемнице. В 1936 и в 1938 году баллотировался в рейхстаг, но безрезультатно. В декабре 1937 года был назначен в Баварии инспектором полиции безопасности и СД с прилегающим 7-м военным округом в Мюнхене и 13-м военным округом в Нюрнберге. С 1938 по 1939 год возглавлял гестапо в Мюнхене. 20 апреля 1939 года получил звание бригадефюрера СС.
В сентябре 1939 года возглавил 4-ю айнзацгруппу в Польше, следующей за 4-й армией Гюнтера фон Клюге. В задачи айнзацгрупп входила «борьба с враждебными для государства „элементами“ в тылу сражающихся войск». Бойтель командовал айнзацгруппой до октября 1939 года. В это время его подразделение действовало в Померании, Мазовии и Подляском воеводстве и 1 октября 1939 года вошло в Варшаву. Под предлогом борьбы с предполагаемым польским восстанием члены айнзацгруппы вместе с вермахтом убили от 500 до 800 жителей Быдгоща. В соответствии с соглашением между Бойтелем и Вальтером Бремером (военным комендантом города) армейские части передали айнзацгруппе от 120 до 150 арестованных в городе поляков, которых расстреляли в близлежащих лесах.
С 13 сентября по 23 октября 1939 был командиром полиции безопасности и СД в Варшаве. 23 октября 1939 года был снят с должности по обвинению в коррупции и растрате государственной собственности, исключён из СС и отправлен в концлагерь Дахау, где провёл 4 недели. В 1940 году был реабилитирован и записан в штрафную часть 3-й танковой дивизии СС «Мёртвая голова», в составе которой принимал участие во Французской кампании. 9 ноября 1940 года был восстановлен в звании гауптштурмфюрера СС. В 1944 году вновь был призван в войска СС и получил ранение в Венгрии. В июне 1945 года был арестован в Берлине советскими войсками.

### После войны
После окончания войны находился в советском плену, из которого был освобождён в октябре 1955 года. Проживал в Западном Берлине, где работал фармацевтом. 20 мая 1965 года был арестован, но 14 декабря 1967 года освобождён под залог в 50 000 немецких марок. В июле 1965 года его бывший подчинённый Вальтер Хаммер, который тоже был арестован, свидетельствовал в берлинской прокуратуре о том, что 12 сентября 1939 года Бойтель расстрелял 80 поляков в качестве ответной меры за убийство фольксдойче. В 1971 году берлинский суд прекратил расследование в отношении Бойтеля в связи с отсутствием доказательств. Умер 16 мая 1986 года.